# Bleu Landau
Bleu Louie Landau (* 5. April 2005 in London) ist ein britischer Schauspieler.

## Leben und Karriere
Landau wurde am 5. April 2005 in London. Später wuchs er in Isle of Sheppey auf. Sein Schauspieldebüt gab er 2015 in EastEnders als Dennis Rickman Jr. Für seine Darstellung wurde er 2017 für den British Soap Award in der Kategorie "Best Young Performance" nominiert. Außerdem war er 2017 in dem Film King Arthur: Legend of the Sword zu sehen. 2022 trat er in der Serie Code 404 auf.
Landau ist auch als Model tätig und arbeitete für die Marken Avon, M&S, La Petite und River Island.

## Filmografie
- 2015–2020: EastEnders (Fernsehserie)
- 2017: King Arthur: Legend of the Sword
- 2022: Code 404 (Fernsehserie)